# Tremella polyporina
Tremella polyporina es una especie de hongo del género Tremella, familia Tremellaceae, orden Tremellales. Fue descrita por (D. A. Reid) Yurkov en 1970.

## Descripción
Posee hifas hialinas de 1,5–3 μm de ancho.

## Distribución
Se distribuye por Europa y América del Norte.